# Leidschendam-Voorburg

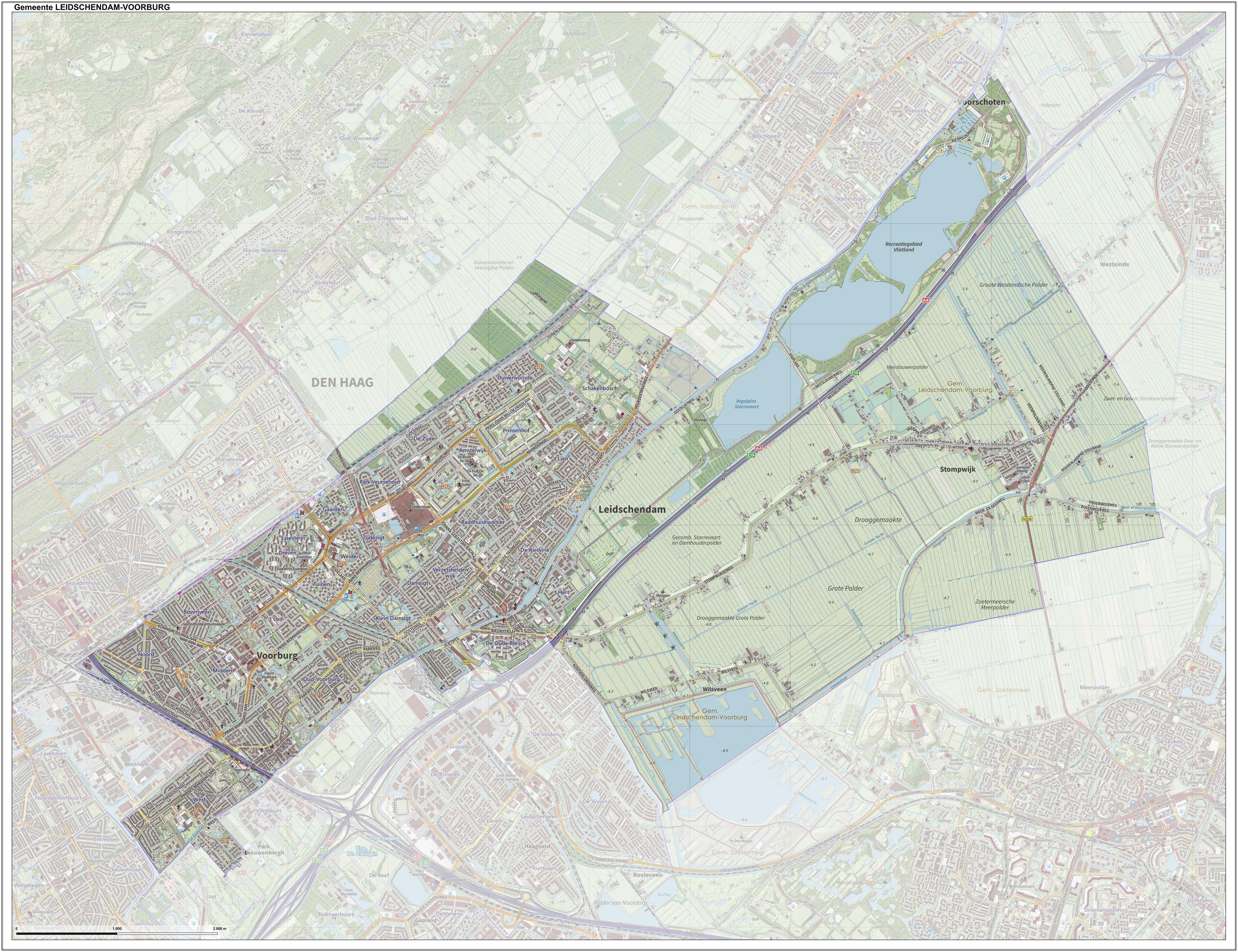
Topografische gemeentekaart van Leidschendam-Voorburg

Leidschendam-Voorburg (uitspraakⓘ) is een gemeente in de Nederlandse provincie Zuid-Holland. De gemeente telt 78.229 inwoners (22 november 2024, bron: CBS) en heeft een oppervlakte van 35,60 km² (waarvan 2,88 km² water). De gemeente Leidschendam-Voorburg maakt deel uit van de Metropoolregio Rotterdam-Den Haag.
De gemeente wordt van zuidwest naar noordoost doorsneden door het Rijn-Schiekanaal, veelal beter bekend als de Vliet. Dit kanaal verdeelt het grondgebied in twee volkomen verschillende delen: ten westen van het kanaal is de gemeente geheel geürbaniseerd en bestaat uit de aan elkaar gegroeide steden Voorburg en Leidschendam; ten oosten van het kanaal ligt een relatief groot open veenweidegebied met daarin het dorp Stompwijk en de buurtschap Wilsveen. Ook een klein deel van Leidschendam ligt ten oosten van de Vliet, inclusief Vogelplas Starrevaart en recreatiegebied Vlietland.

## Ontstaan
De huidige gemeente is ontstaan uit de gemeenten Voorburg, Veur en Stompwijk. Voorburg en Veur lagen ten westen van de Vliet, Stompwijk ten oosten ervan. Veur is de oude naam voor het deel van de huidige stad Leidschendam ten westen van de Vliet. Stompwijk was in oppervlakte meer dan tweemaal zo groot als Voorburg en Veur bij elkaar. Rond 1865-1870 hadden deze drie gemeenten samen ca. 6100 inwoners: Voorburg en Stompwijk beide ca. 2500 en Veur 1000. In 1938 fuseerden Stompwijk en Veur tot de gemeente Leidschendam. Namen van straten, scholen e.d. herinneren daar nog aan het vroegere Veur. De huidige gemeente ontstond op 1 januari 2002 uit een fusie van Leidschendam en Voorburg en kreeg de naam Leidschendam-Voorburg. De alternatieve naam Vlietstede werd verworpen. De fusie had een strategische reden, namelijk om een inlijving van deze randgemeenten bij de buurgemeente Den Haag te voorkomen.
Gelijktijdig met deze fusie werd vrijwel de gehele Tedingerbroekpolder, het grote zuidelijke deel van de gemeente Leidschendam, geannexeerd door de gemeente Den Haag. Den Haag ontwikkelde hier verder de woonwijk Leidschenveen en het bedrijventerrein Forepark. Tevens werd een strook grond tussen de A4 en de Vliet (Vlietzone) door Den Haag geannexeerd. Aan deze gemeentelijke herindeling was een felle strijd voorafgegaan tussen Den Haag en zijn randgemeenten, waaronder ook Rijswijk en Nootdorp, die uiteindelijk eveneens grond aan Den Haag moesten afstaan. Hieronder staan kaartjes van de drie oude gemeenten waaruit de huidige gemeente bestaat:

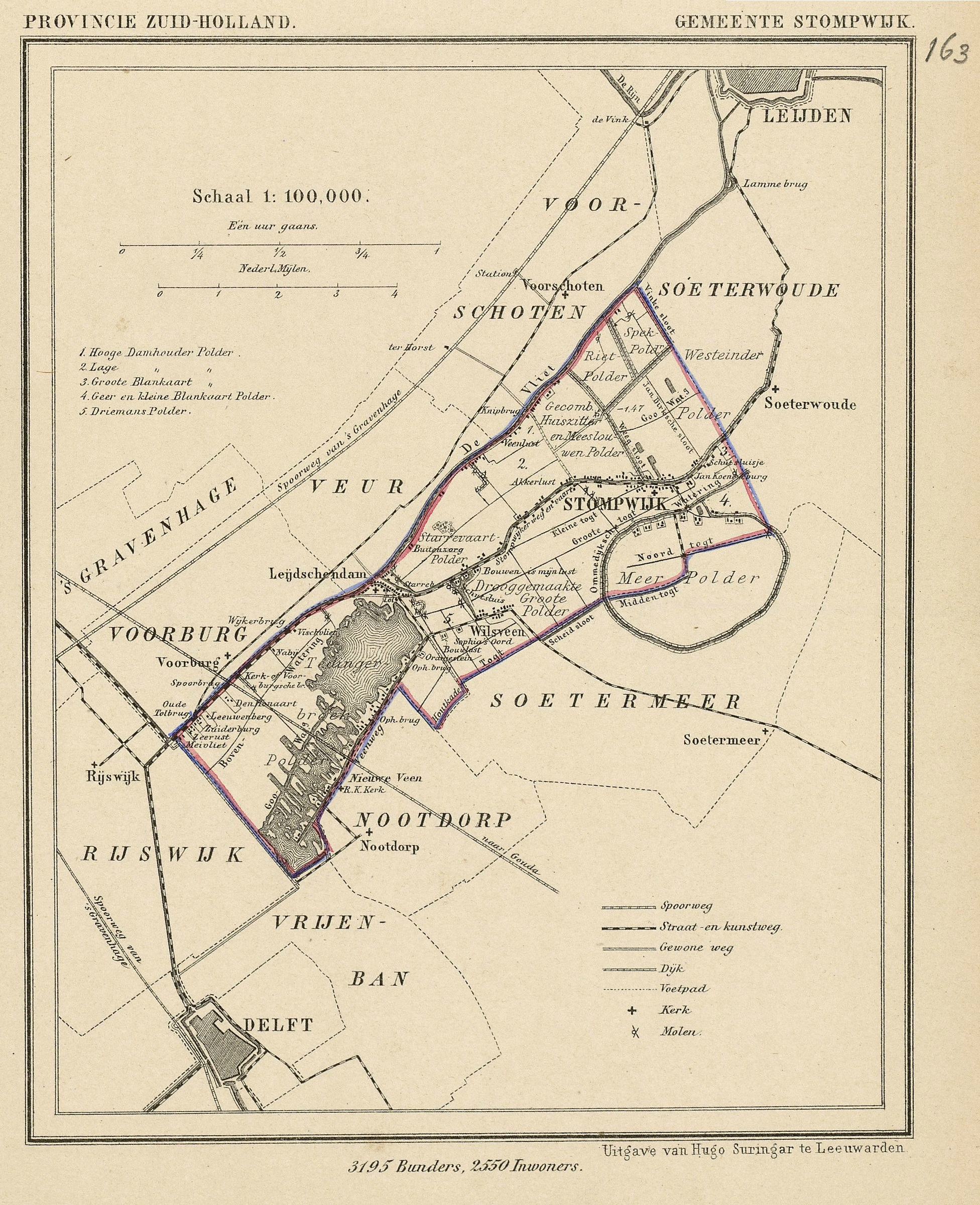
Stompwijk
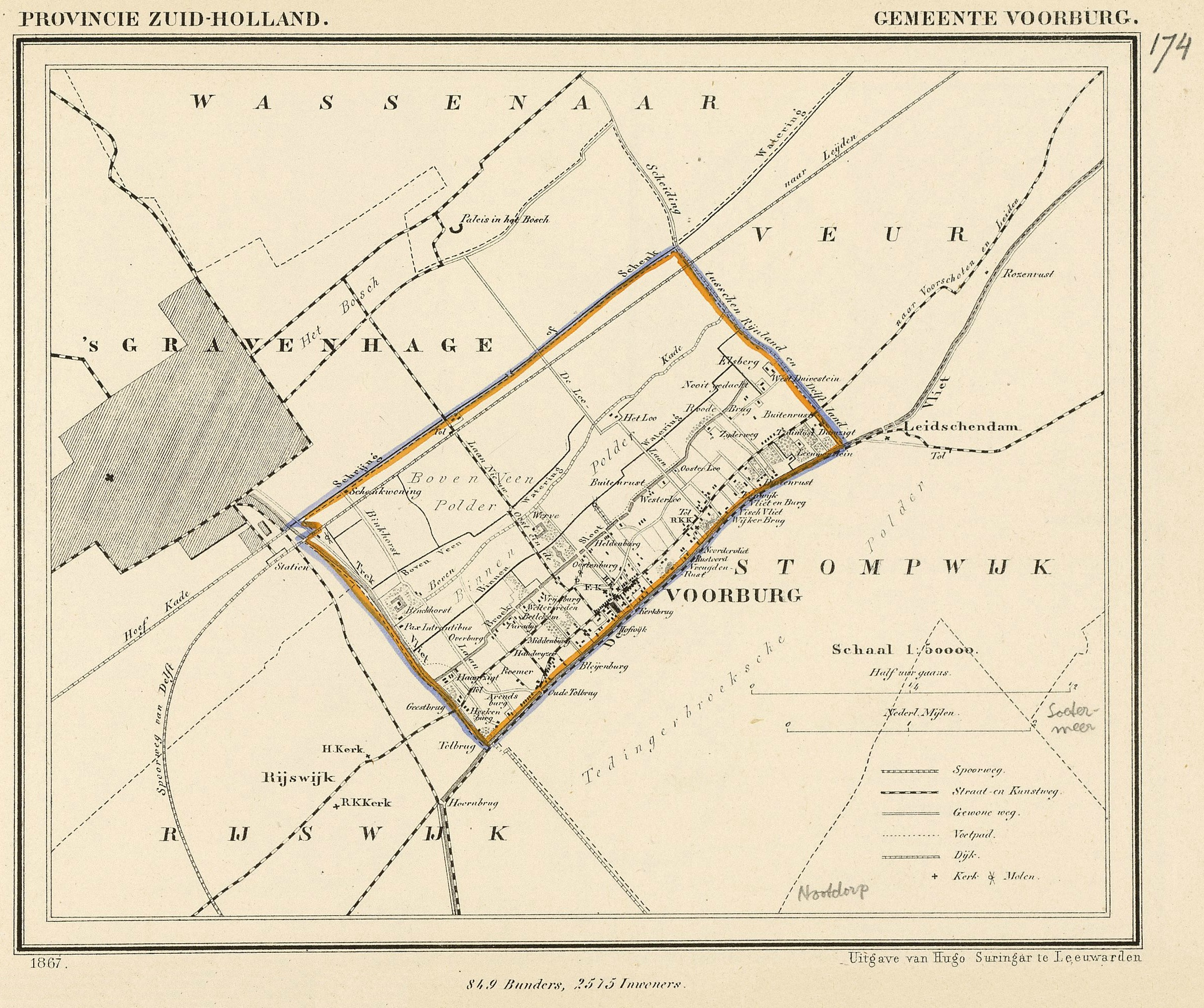
Voorburg
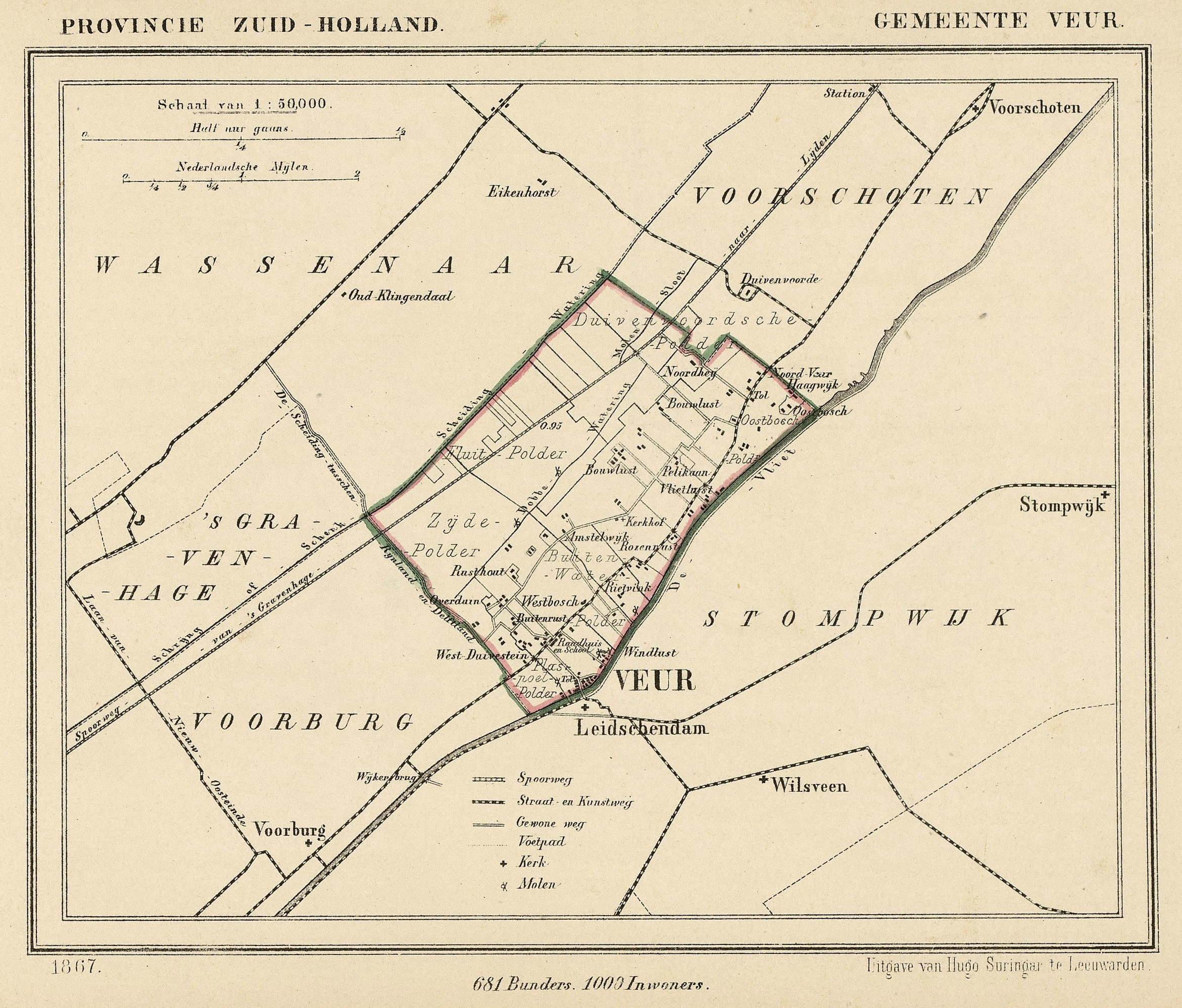
Veur

## Politiek

### Zetelverdeling gemeenteraad
De gemeenteraad van Leidschendam-Voorburg heeft 35 zetels. Hieronder de behaalde zetels per partij bij de gemeenteraadsverkiezingen sinds 2002:
| Gemeenteraadszetels                 | Gemeenteraadszetels | Gemeenteraadszetels | Gemeenteraadszetels | Gemeenteraadszetels | Gemeenteraadszetels | Gemeenteraadszetels |
| Partij                              | 2002                | 2006                | 2010                | 2014                | 2018                | 2022                |
| ----------------------------------- | ------------------- | ------------------- | ------------------- | ------------------- | ------------------- | ------------------- |
| VVD                                 | 9                   | 10                  | 10                  | 8                   | 9                   | 8                   |
| GBLV/Gemeentebelangen               | 4                   | 3                   | 5                   | 8                   | 9                   | 8                   |
| D66                                 | 2                   | 2                   | 5                   | 7                   | 4                   | 5                   |
| GroenLinks                          | 2                   | 2                   | 3                   | 3                   | 4                   | 5                   |
| CDA                                 | 9                   | 7                   | 6                   | 5                   | 5                   | 4                   |
| PvdA                                | 5                   | 7                   | 5                   | 3                   | 3                   | 3                   |
| SP                                  | 4                   | 3                   | -                   | -                   | -                   | 1                   |
| ChristenUnie                        | -                   | -                   | -                   | -                   | -                   | 1                   |
| CU-SGP                              | -                   | -                   | -                   | 1                   | 1                   | -                   |
| TON                                 | -                   | -                   | 1                   | -                   | -                   | -                   |
| Onafh. Partij Leidschendam-Voorburg | -                   | 1                   | -                   | -                   | -                   | -                   |
| Totaal                              | 35                  | 35                  | 35                  | 35                  | 35                  | 35                  |

### College van B&W
De collegepartijen in de periode 2010-2014 waren: VVD, CDA, PvdA en D66.
Burgemeester is Klaas Tigelaar. Gemeentesecretaris en tevens algemeen directeur is Rutger den Haan sinds augustus 2023.
In 2014 sloten de drie grootste fracties een regeerakkoord met als titel: “Luisteren en doen, samen werkend”. Wethouders werden op 13 mei 2014 Frank Rozenberg (GBLV), Heleen Mijdam (VVD) en Saskia Bruines (D66). De twee laatstgenoemden waren al wethouder. Op 2 december 2014 legde wethouder Mijdam haar functie neer wegens het onverwacht grote tekort op het project Duivenvoordecorridor (circa 16 miljoen euro).
Op 3 februari schoven PvdA en Groen Links aan bij GBLV en D66. Het college werd aangevuld met deeltijdwethouders Nadine Stemerdink (PvdA) en Floor Kist (GroenLinks).
In september 2016 trad Klaas Tigelaar aan als burgemeester van Leidschendam-Voorburg. Hij volgt Hans van der Sluijs op die in april 2015 bekendmaakte te stoppen als burgemeester, vanwege gezondheidsproblemen van zijn vrouw.
De VVD won de gemeenteraadsverkiezingen van maart 2018 en werd de grootste partij met 9 zetels. GBLV haalde ook 9 zetels, maar minder stemmen. Door de overstap van een VVD raadslid naar GBLV in september 2020 heeft GBLV nu 10 zetels en de VVD 8.
De collegepartijen in de periode 2018-2022 waren: VVD, CDA, PvdA en CU/SGP. Sinds september 2020 is de coalitie uitgebreid met GroenLinks waarmee het latere vertrek van de PvdA werd gecompenseerd.
Op 1 september 2021 trad Klaas Tigelaar af als burgemeester van Leidschendam-Voorburg wegens zijn benoeming tot bestuursvoorzitter van de Laurentius Stichting. Per die datum werd Jules Bijl benoemd tot waarnemend burgemeester van Leidschendam-Voorburg.
De collegepartijen in de periode 2022-2026 zijn: VVD, GBLV/Gemeentebelangen en D66. Het college van burgemeester en wethouders bestaat sinds 16 juni 2022 uit onderstaande personen. Op 6 maart 2023 werd Martijn Vroom burgemeester van Leidschendam-Voorburg.
De volgende personen maken deel uit van het bestuur:
| College van burgemeester en wethouders |                          | |
| Burgemeester                           | Martijn Vroom (CDA)      | Openbare orde en veiligheid, Integrale handhaving, Communicatie, Bestuurlijke- en Juridische zaken (inclusief gegevensbescherming), Metropoolregio, Dienstverlening, Personeel en organisatie                                                                                        |
| Wethouders                             | Astrid van Eekelen (VVD) | Economie (inclusief aansluiting arbeidsmarkt en onderwijs en evenementen), Werk, arbeidsparticipatie en re-integratie, Sport en sportaccommodaties, Coördinatie sociaal domein en LHBTQI+, Projecten Klein Plaspoelpolder, Bereikbaar Stompwijk en Laan van NOI, 1e locoburgemeester |
| Wethouders                             | Bianca Bremer (GBLV)     | Ruimtelijke ontwikkeling, Wonen, Erfgoed, monumenten en archeologie, Welzijn, Scouting en wijkverenigingen, Project Sterk voor Noord, 2e locoburgemeester |
| Wethouders                             | Marcel Belt (D66)        | Duurzaamheid/klimaat, Milieu en afval, Openbare ruimte, water en groen, Wmo en zorg, Burgerkracht: burgerparticipatie, maatschappelijk verantwoord verenigen en inburgering, Cultuur en kunst, Projecten Vlietzone en Appelgaarde, 3e locoburgemeester                               |
| Wethouders                             | Philip van Veller (VVD)  | Financiën (inclusief deelnemingen), Grondzaken en vastgoed, Regionale samenwerking, Omgevingswet en omgevingsvisie, Inkomen, armoedebestrijding en schuldhulpverlening, 4e locoburgemeester                                                                                          |
| Wethouders                             | Jeffrey Keus (GBLV)      | Bereikbaarheid en mobiliteit (inclusief Huygenstunnel), Onderwijs (inclusief onderwijshuisvesting), Jeugdhulp en jeugdzorg, Recreatie en toerisme, Innovatie (coördinatie), 5e locoburgemeester                                                                                      |
| Gemeentesecretaris/algemeen directeur  | Rutger den Haan          | |

### Grondpolitiek en Europese perikelen inzake overheidssteun

#### Damplein
Op 23 januari 2013 werd bekend dat de gemeente ontoelaatbare steun had geboden door de grondprijs van het bouwproject Damplein te laag vast te stellen. De projectontwikkelaar werd door de Europese Commissie verplicht het vastgestelde bedrag terug te betalen aan de Nederlandse Staat. De Europese Commissie bevestigde hiermee haar eerdere voorlopige conclusie uit 2012. De uitspraak kan als een grote overwinning worden gezien voor de "Stichting Behoud Damplein".
De Europese Commissie begroot het bedrag op 6.9 miljoen euro. De gemeente liet op 14 februari 2013 weten in beroep te gaan tegen de uitspraak, met als doel dat de projectontwikkelaar zijn steungelden zou kunnen behouden. Op 30 juni 2015 oordeelde het Europese Hof dat de gemeente inderdaad de 6,9 miljoen niet hoeft terug te vorderen van de bouwcombinatie Schouten De Jong. Het betrof geen verboden staatssteun. De gemeente is blij met het feit dat ze de 6,9 miljoen niet hoeft op te eisen. De gemeente heeft met het bouwbedrijf sinds 2004 een VOF met een aandeel van elk van 50%. In juli 2019 kwam naar buiten dat het bouwbedrijf in moeilijkheden verkeert.

#### Nieuw Mariënpark
Op 18 maart 2013 schorste de Raad van State het bestemmingsplan Nieuw Mariënpark wegens een vermoedelijk te lage grondprijs.
Een maand later kwam de procedure in een ander daglicht te staan. Het in 2010 als schoon opgeleverde terrein bleek opeens asbest te bevatten.
Op 19 juni 2013 verwierp de Raad van State de bezwaren van omwonenden alsnog. Vervolgens kwam het project stil te liggen. Op 15 mei 2014 maakte Vidomes bekend met het project te stoppen wegens gewijzigde marktomstandigheden.

#### Het oude CBS-gebouw
Het grootste leegstaande kantoorgebouw van Nederland, het oude CBS-gebouw te Voorburg, werd één dag voor de gemeenteraadsverkiezingen gekocht door Schouten voor 6,4 miljoen euro. Deze onderneming, die ook betrokken is bij het proces om de foutieve gemeentesteun aan het Damplein-project, wilde het gebouw (op de parkeergarage na) slopen en er een nieuwe woonwijk bouwen. De gemeente moest dan wel het bestemmingsplan aanpassen. In mei 2018 was de sloop van het CBS gebouw voltooid, en is er de woonwijk "Park070 Voorburg" gebouwd, met 229 woningen.

#### Duivenvoordecorridor
Het slopen van kassen in de Duivenvoordecorridor leverde de gemeente in 2014 een strop op van 18,8 miljoen euro en het vertrek van wethouder Mijdam en met haar vertrek de val van het College. Gemeenteraadslid Jaap Geluk werd 5 januari 2015 benoemd tot voorzitter van de Duivenvoordecorridor Enquêtecommissie die de gang van zaken op 21 en 22 mei 2015 onderzocht. Daar verklaarde Mariska Flierman, oud-planeconoom bij de gemeente, dat de gemeenteraad bewust verkeerd werd voorgelicht in 2013 door wethouder Houtzager.
 Wegens voortijdig uitlekken van een vertrouwelijk document van deze commissie moest wethouder Rozenberg op 10 juni 2015 zijn portefeuilles DVC en Personeel & Organisatie tijdelijk overdragen aan zijn collega wethouders. De wethouder overleefde een motie van wantrouwen, maar kreeg wel een motie van treurnis aan zijn broek. Eerder was commissielid Harry Blanke door zijn partij D66 tot oktober 2015 geschorst wegens bewezen lekken. Op 9 juli 2015 deed de waarnemend burgemeester aangifte wegens het mogelijk schenden van de ambtsplicht.
Op 22 juni verscheen het rapport van de enquêtecommissie met de titel: Raadsonderzoek grondexploitatie Duivenvoordecorridor. De gemeenteraad hield op 30 juni 2015 met name de oud-wethouders Houtzager en Mijdam verantwoordelijk voor het verlies.

## Cultuur

### Monumenten
In de gemeente is er een aantal rijksmonumenten en oorlogsmonumenten, zie:
- Lijst van rijksmonumenten in Leidschendam-Voorburg
- Lijst van gemeentelijke monumenten in Leidschendam-Voorburg
- Lijst van oorlogsmonumenten in Leidschendam-Voorburg
- Lijst van Stolpersteine in Leidschendam-Voorburg

### Kunst in de openbare ruimte
In de gemeente zijn diverse beelden, sculpturen en objecten geplaatst in de openbare ruimte, zie:
- Lijst van beelden in Leidschendam-Voorburg

## Overig

### Galerij
Onderstaand een foto uit elk van de vier kernen waaruit de gemeente bestaat, en van het buitengebied:

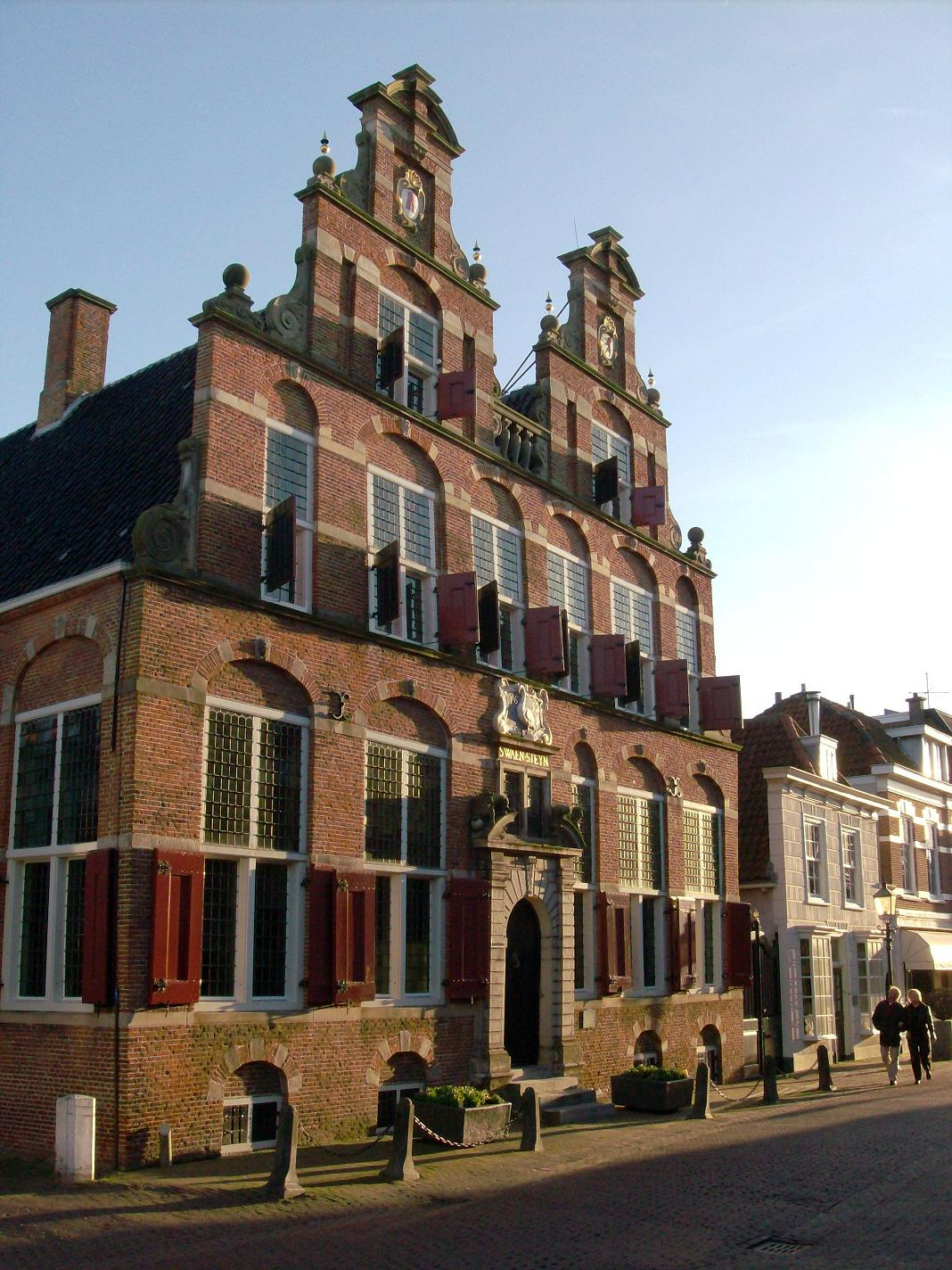
Voorburg
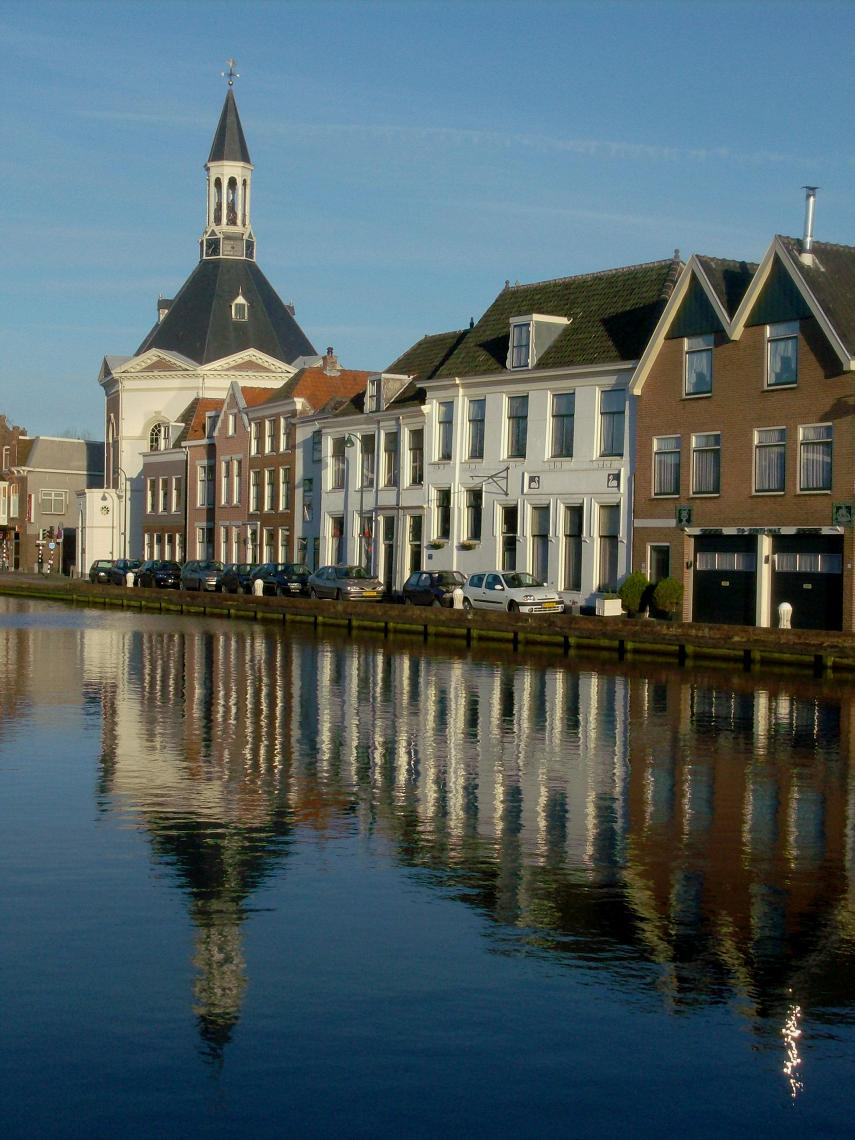
Leidschendam
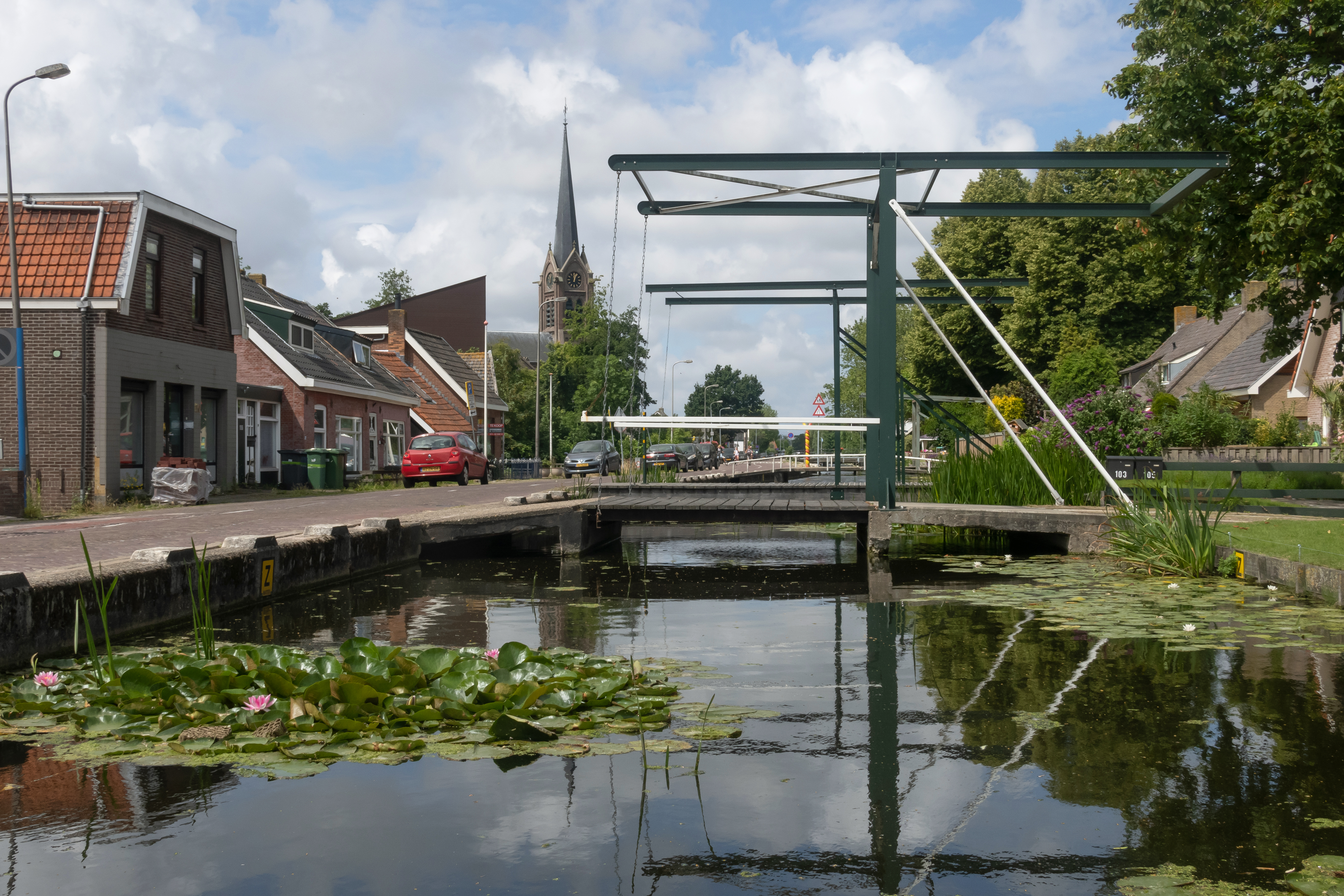
Stompwijk
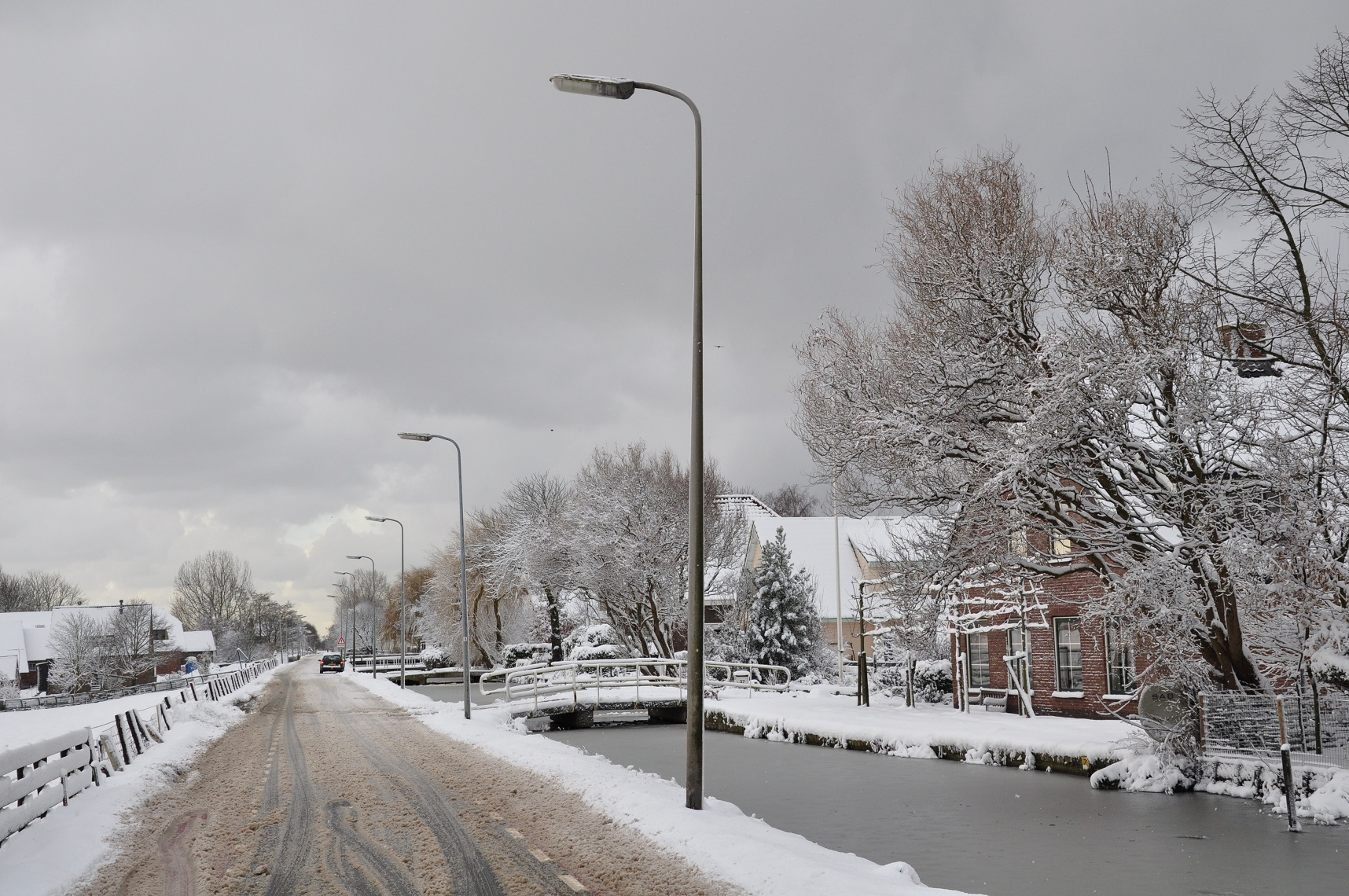
Wilsveen
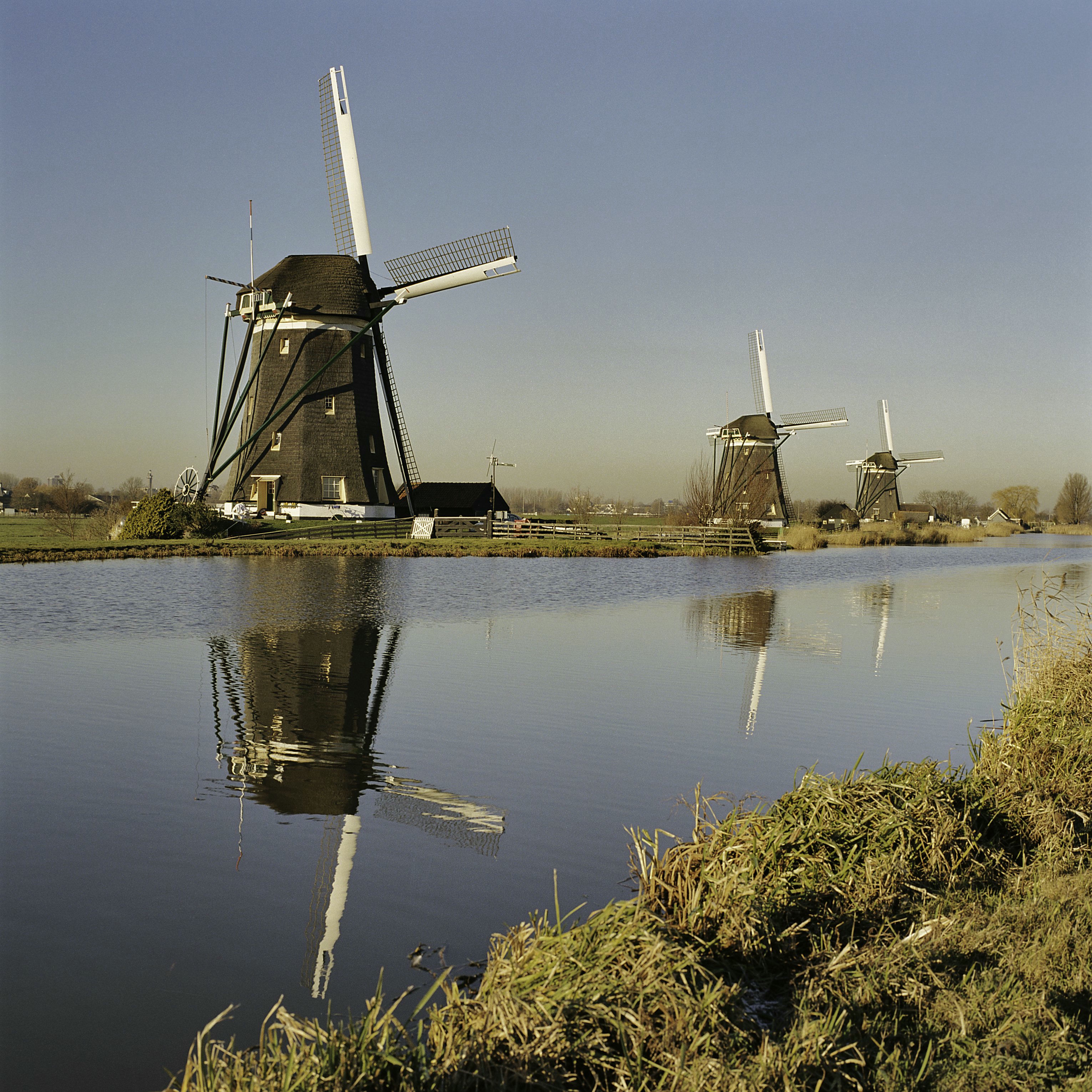
De molendriegang in het buitengebied
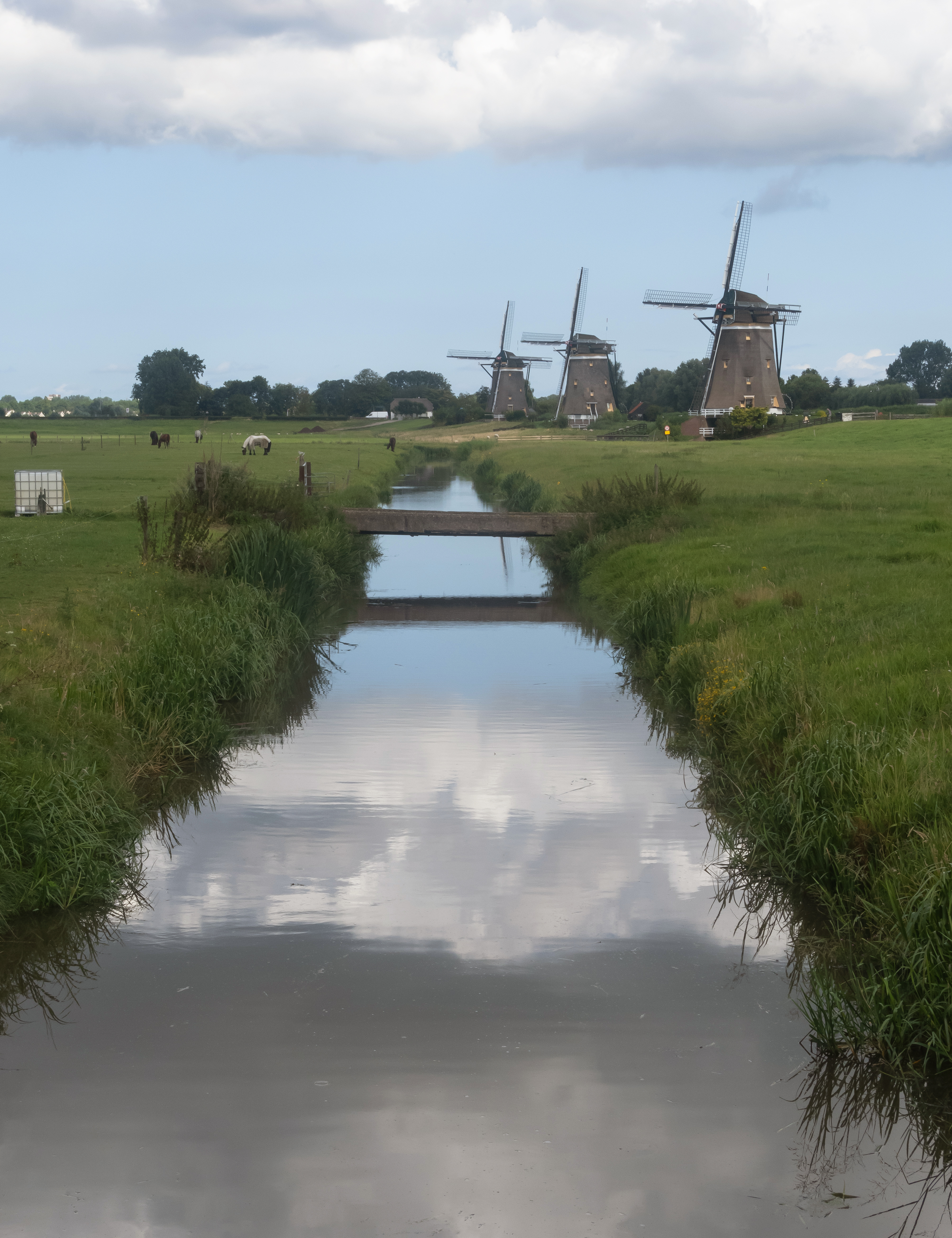
De Molendriegang vanaf de Stompwijkseweg

### Partnersteden
Leidschendam-Voorburg heeft twee partnersteden:
- Konstancin-Jeziorna (Polen)
- Hranice (Tsjechië)

Van 1993 tot 2019 was ook Temecula in de Verenigde Staten een partnerstad.

### Woonwagenlocaties
De gemeente heeft vier woonwagenlocaties met in totaal 34 standplaatsen: in Voorburg aan de Appelgaarde (13 plaatsen) en de Schipholboog (7 plaatsen), in Leidschendam aan de Hovenierssingel (9) en in Stompwijk aan de Waterviolier (5). De standplaatsen in Stompwijk bevinden zich op particuliere grond. Bij de Appelgaarde gaat het om plaatsen van woningcorporatie Wooninvest.

### Aangrenzende gemeenten
| Aangrenzende gemeenten | Aangrenzende gemeenten | Aangrenzende gemeenten | Aangrenzende gemeenten | Aangrenzende gemeenten |
| ---------------------- | ---------------------- | ---------------------- | ---------------------- | ---------------------- |
| Wassenaar              |                        | Voorschoten            |                        | Leiden                 |
|                        |                        |                        |                        |                        |
| Den Haag               | Zoeterwoude            |                        |                        |                        |
|                        |                        |                        |                        |                        |
| Rijswijk               |                        | Den Haag               |                        | Zoetermeer             |

### Aandeel in Eneco
De gemeente bezat 3,44% van het bedrijf Eneco. Op 10 februari 2020 tekende wethouder Jan-Willem Rouwendal bij de notaris voor de verkoop ervan. De opbrengst van 140 miljoen werd gestopt in de algemene reserve.